# Suncus hosei
Suncus hosei е вид бозайник от семейство Земеровкови (Soricidae).

## Разпространение
Видът е разпространен в Малайзия.